# Раухвергер Михайло Рафаїлович
Раухвергер Михайло Рафаїлович — російський композитор. Народний артист Киргизії (1961). Заслужений діяч мистецтв Росії (1974).
Народ. 5 грудня 1901 р. в Одесі. Помер 1989 р. Закінчив Московську консерваторію (1929), де був професором (1939). Автор музики до українського фільму "Військова таємниця" (1959).